# Liste der Straßen in Potschappel

Lage von Potschappel in Freital

Die Liste der Straßen in Potschappel enthält alle benannten Straßen des Stadtteils Potschappel der Großen Kreisstadt Freital im Landkreis Sächsische Schweiz-Osterzgebirge.
In Potschappel sind insgesamt 65 Straßen und Plätze benannt. Die wichtigste Straße im Stadtteil ist dabei die Dresdner Straße, die Freital mit Dresden, Wilsdruff, Possendorf und Tharandt verbindet und deshalb hohe Verkehrsbedeutung besitzt. An der Dresdner Straße befinden sich zudem wichtige öffentliche Einrichtungen Freitals. Als Entlastungs- bzw. Umgehungsstraße wurden seit der Jahrtausendwende kleinere Straßen ausgebaut und bekamen den einheitlichen Namen Carl-Thieme-Straße. Ebenfalls höher frequentiert sind die Coschützer und die Oberpesterwitzer bzw. Burgwartstraße sowie die Wilsdruffer Straße. 
Im Stadtverkehr Freital werden vor allem die Hauptverkehrsstraßen von den Bussen des Regionalverkehrs Sächsische Schweiz-Osterzgebirge befahren.

## Legende
Die nachfolgende Tabelle gibt eine Übersicht über die vorhandenen Straßen und Plätze im Stadtteil sowie einige dazugehörige Informationen. Im Einzelnen sind dies:
- Bild: Foto der Straße.
- Name/Lage: Aktuelle Bezeichnung der Straße oder des Platzes sowie unter ‚Lage‘ ein Koordinatenlink, über den die Straße oder der Platz auf verschiedenen Kartendiensten angezeigt werden kann. Die Geoposition gibt dabei ungefähr die Mitte der Straße an.
- Namensherkunft: Ursprung oder Bezug des Namens.
- Anmerkungen: Weitere Informationen bezüglich anliegender Institutionen, der Geschichte der Straße, historischer Bezeichnungen, Kulturdenkmalen usw.

## Straßenverzeichnis
| Bild           | Name/Lage                            | Namensherkunft | Anmerkungen |
| -------------- | ------------------------------------ | --- | --- |
|                | Albrecht-Dürer-Straße (Karte)        | Albrecht Dürer (1471–1528), deutscher Maler, Grafiker, Mathematiker und Kunsttheoretiker                            | Die Straße wurde im Zuge der Wohnbebauung des Saubergs in den 1920er bis 1930er Jahren angelegt. |
|                | Am Bahndamm (Karte)                  | Bahndamm der Windbergbahn                                                                                           | |
| weitere Bilder | Am Bahnhof (Karte)                   | Bahnhof Freital-Potschappel                                                                                         | Früher hatte die Straße den Namen „Bahnhofstraße“. Der namensgebende Bahnhof Potschappel ist Haltepunkt einer Dresdner S-Bahn-Linie, das Empfangsgebäude steht unter Denkmalschutz. |
|                | Am Burgwartsberg (Karte)             | Burgwartsberg, Berg zwischen Pesterwitz und Potschappel                                                             | Das Ländliche Wohnhaus Nummer 5 ist denkmalgeschützt. |
|                | Am Geiersgraben (Karte)              | | |
|                | Am Grünen Tälchen (Karte)            | Grünes Tälchen, benachbartes Tal des Hammerbachs                                                                    | |
|                | Am Jochhöh (Karte)                   | Jochhöhschlösschen                                                                                                  | Früher trug sie den Namen „Jochhöhstraße“. |
|                | Am Kleinen Ternickel (Karte)         | | |
|                | Am Krähenhügel (Karte)               | | |
| Bilder         | Am Markt (Karte)                     | Potschappler Markt                                                                                                  | Am Potschappler Markt befinden sich drei denkmalgeschützte Objekte, darunter die Plastik „Freitaler Nase“. |
|                | Am Pflaumenberg (Karte)              | | |
|                | An der Aue (Karte)                   | | |
|                | Auenstraße (Karte)                   | | |
|                | Bachstraße (Karte)                   | | Teile der Bachstraße wurden nach grundhaftem Ausbau in „Carl-Thieme-Straße“ umbenannt und stellen einen Teil der Umgehungsstraße für Freital dar. |
|                | Bannewitzer Straße (Karte)           | Bannewitz, Gemeinde im Landkreis Sächsische Schweiz-Osterzgebirge                                                   | |
|                | Beethovenstraße (Karte)              | Ludwig van Beethoven (1770–1827), deutscher Komponist                                                               | Die Straße wurde im Zuge der Wohnbebauung des Saubergs in den 1920er bis 1930er Jahren als Kurt-Hausmann-Straße angelegt. |
|                | Birkigter Straße (Karte)             | Birkigt, Stadtteil der Stadt Freital                                                                                | |
|                | Brahmsstraße (Karte)                 | Johannes Brahms (1833–1897), deutscher Komponist, Pianist und Dirigent                                              | Ein früherer Name der Straße war „Georgstraße“. |
| Bilder         | Burgwartstraße (Karte)               | | An der Burgwartstraße befindet sich die unter Denkmalschutz stehende „Burgwartschänke“. |
| weitere Bilder | Carl-Thieme-Straße (Karte)           | Carl-Johann Gottlob Thieme (1823–1888), deutscher Porzellanunternehmer                                              | Die Carl-Thieme-Straße ist die Umgehungsstraße für Potschappel und Teile Döhlens. Sie wurde am 2. Februar 2001 benannt. nachdem die frühere Straße „Güterbahnhof Potschappel“ und Teile der „Bachstraße“ ausgebaut wurde. Mit dem Weiterbau der Umgehung nach 2001 erhielten auch Teile der Coschützer Straße und der Roßthaler Straße den Namen „Carl-Thieme-Straße“. An der Straße befindet sich die Porzellanmanufaktur Freital. |
|                | Collmweg (Karte)                     | | |
| Bilder         | Coschützer Straße (Karte)            | Coschütz, Stadtteil der Landeshauptstadt Dresden                                                                    | An der Coschützer Straße befindet sich auf Potschappler Flur der ehemalige Bahnhof Freital-Birkigt der Windbergbahn. |
| weitere Bilder | Deubener Straße (Karte)              | Deuben, Stadtteil der Stadt Freital                                                                                 | Das ehemalige städtische Gesundheitsamt auf der Deubener Straße ist heute ein Kulturdenkmal. |
|                | Dölzschener Straße (Karte)           | Dölzschen, Stadtteil der Landeshauptstadt Dresden                                                                   | Teile der Dölzschener Straße wurden nach grundhaftem Ausbau in „Carl-Thieme-Straße“ umbenannt und stellen einen Teil der Umgehungsstraße für Freital dar. |
| weitere Bilder | Dresdner Straße (Karte)              | Dresden, Landeshauptstadt Sachsens                                                                                  | Die Dresdner Straße ist als Staatsstraße 194 ausgewiesen und ist die Hauptachse durch den Stadtteil, an der die repräsentativen Bauwerke Potschappels und Freitals liegen. Bis 1964 hieß sie in Potschappel Untere Dresdner Straße. |
|                | Eichbergweg (Karte)                  | | |
|                | Ferdinand-Freiligrath-Straße (Karte) | Ferdinand Freiligrath (1810–1876), deutscher Lyriker, Dichter und Übersetzer                                        | |
| Bilder         | Fichtestraße (Karte)                 | Johann Gottlieb Fichte (1762–1814), deutscher Philosoph                                                             | |
|                | Fleischergasse (Karte)               | | |
|                | Franz-Schubert-Straße (Karte)        | Franz Schubert (1797–1828), österreichischer Komponist                                                              | In den 1920er Jahren trug sie den Namen „Carolastraße“. |
|                | Freilufthäuser (Karte)               | | |
|                | Gitterseer Straße (Karte)            | Gittersee, Stadtteil der Landeshauptstadt Dresden                                                                   | |
| weitere Bilder | Gutenbergstraße (Karte)              | Johannes Gutenberg, Erfinder des modernen Buchdrucks                                                                | Die Gutenbergstraße war früher in ihrem gesamten Verlauf Teil der „Bahnhofstraße“ (heute „Am Bahnhof“). |
|                | Hammergasse (Karte)                  | | |
| weitere Bilder | Heinrich-Zille-Straße (Karte)        | Heinrich Zille (1858–1929), deutscher Grafiker, Maler und Fotograf                                                  | Ein früherer Name der Heinrich-Zille-Straße war „Osterbergstraße“. Sie wurde nach 1990 umbenannt. |
| Bilder         | Kantstraße (Karte)                   | Immanuel Kant (1724–1804), deutscher Philosoph der Aufklärung                                                       | Nach dem Bau der Emmauskirche trug die Kantstraße zunächst den Namen „Kirchstraße“. |
|                | Käthe-Kollwitz-Straße (Karte)        | Käthe Kollwitz (1867–1945), deutsche Grafikerin, Malerin und Bildhauerin                                            | |
| Bilder         | Kohlsdorfer Straße (Karte)           | Kohlsdorf, Ortsteil der Stadt Freital                                                                               | |
|                | Leisnitz (Karte)                     | Leisnitz, Ortsteil der Stadt Freital                                                                                | |
| Bilder         | Lucas-Cranach-Straße (Karte)         | Lucas Cranach der Ältere, deutscher Maler und Grafiker                                                              | Die Straße wurde im Zuge der Wohnbebauung des Saubergs in den 1920er bis 1930er Jahren angelegt. Dabei hieß der heutige Abschnitt zwischen Burgwartstraße und Thomas-Mann-Straße „Adolf-Damaschke-Straße“ und zu DDR-Zeiten „Erich-Weinert-Straße“. Der übrige Straßenteil war die „Kurt-Koch-Straße“. An der Lucas-Cranach-Straße befindet sich die „Saubergturnhalle“, die die Lessingschüler benutzen.                           |
| weitere Bilder | Marktstraße (Karte)                  | Potschappler Markt                                                                                                  | |
| Bilder         | Oberpesterwitzer Straße (Karte)      | (Ober-)Pesterwitz, Stadtteil der Stadt Freital                                                                      | |
|                | Paul-Büttner-Straße (Karte)          | Paul Büttner (1870–1943), deutscher Chorleiter, Musikkritiker und Komponist                                         | In den 1920er Jahren trug sie den Namen „Moltke-Straße“. |
| weitere Bilder | Platz der Jugend (Karte)             | Jugend, Zeit zwischen Kindheit und Erwachsenensein                                                                  | In den 1920er Jahren trug der Platz den Namen Friedrich Eberts. Zu DDR-Zeiten hieß er „Platz der Weltjugend.“ In der parkartigen Anlage befindet sich eine Gedenkstätte für im Krieg gefallene sowjetische Soldaten. |
| weitere Bilder | Platz des Handwerks (Karte)          | Handwerk, Wirtschaftszweig                                                                                          | Der Platz des Handwerks bekam 2008 nach Umbau seinen Namen, zuvor war die Freifläche unbenannt. |
| weitere Bilder | Reichardstraße (Karte)               | Gottfried Reichard, deutscher Industrieller in Döhlen, und Wilhelmine Reichard (1788–1848), deutsche Ballonfahrerin | Im Jahr 1925 hieß die Straße angelehnt an den Grenzverlauf zwischen den Orten Potschappel und Döhlen „Grenzstraße“. |
|                | Richard-Wagner-Platz (Karte)         | Richard Wagner (1813–1883), deutscher Komponist, Dramatiker, Dichter, Schriftsteller, Theaterregisseur und Dirigent | Die ersten Gebäude am damaligen Bismarckplatz wurden 1896 errichtet, nach 1903 wurde auch dessen Westseite bebaut. 1945 erhielt der Platz seinen heutigen Namen. Seit 1999 befindet sich ein Gedenkstein zu Ehren Wagners auf dem Platz. |
| Bilder         | Richard-Wagner-Straße (Karte)        | Richard Wagner (1813–1883), deutscher Komponist, Dramatiker, Dichter, Schriftsteller, Theaterregisseur und Dirigent | Bis 1945 trug die Straße den Namen „Albertstraße“. |
|                | Roßthaler Straße (Karte)             | Roßthal, Stadtteil der Landeshauptstadt Dresden                                                                     | Teile der Roßthaler Straße wurden nach grundhaftem Ausbau in „Carl-Thieme-Straße“ umbenannt und stellen einen Teil der Umgehungsstraße für Freital dar. |
|                | Saubergweg (Karte)                   | Sauberg, Erhebung links der Weißeritz in Potschappel                                                                | |
|                | Schreberstraße (Karte)               | Moritz Schreber (1808–1861), deutscher Arzt, Pädagoge und Hochschullehrer, Namensgeber des Schrebergartens          | |
| weitere Bilder | Sörgelstraße (Karte)                 | | Auf der Sörgelstraße befindet sich eine Häuserzeile des Reformstils, davon sind sieben Gebäude unter Denkmalschutz gestellt worden. |
| Bilder         | Steinstraße (Karte)                  | | Die Villa Steinstraße (Hausnummer 2) wurde um 1900 erbaut. |
|                | Terrassenweg (Karte)                 | | |
|                | Thomas-Mann-Straße (Karte)           | Thomas Mann (1875–1955), deutscher Schriftsteller                                                                   | Sie wurde im Zuge der Wohnbebauung des Saubergs in den 1920er bis 1930er Jahren angelegt. Die heutige Thomas-Mann-Straße hatte zu DDR-Zeiten den Namen „Kurt-Erich-Weinert-Straße“. |
| weitere Bilder | Turnerstraße (Karte)                 | | In Potschappel trug sie im 19. Jahrhundert den Namen „Fabrikstraße“. An der Turnerstraße befindet sich eine zweite Turnhalle für die Lessingschüler. |
|                | Uferstraße (Karte)                   | Ufer der Weißeritz                                                                                                  | |
| Bilder         | Uhlandstraße (Karte)                 | Ludwig Uhland (1787–1862), deutscher Dichter, Literaturwissenschaftler, Jurist und Politiker                        | Auf der Uhlandstraße, in der Gemarkung Niederpesterwitz gelegen, war eine 1905 erbaute Schule beheimatet. Das Gebäude ist heute Kulturdenkmal. |
|                | Wigardstraße (Karte)                 | Franz Jacob Wigard (1807–1885), deutscher Arzt und liberaler Politiker                                              | Zuvor war die Straße als „Lindenstraße“ bezeichnet. |
| weitere Bilder | Wilsdruffer Straße (Karte)           | Wilsdruff, Stadt im Landkreis Sächsische Schweiz-Osterzgebirge.                                                     | Die Wilsdruffer Straße ist als Staatsstraße 36 klassifiziert und verbindet Potschappel mit den nordwestlichen Stadtteilen. Sie ist des Weiteren der Zubringer zur Bundesautobahn 17. Entlang der Wilsdruffer Straße zieht sich der Potschappler Friedhof. |
|                | Ziegelstraße (Karte)                 | | |
|                | Zschiedge (Karte)                    | Zschiedge, Ortsteil der Stadt Freital                                                                               | |
|                | Zschiedger Weg (Karte)               | Zschiedge, Ortsteil der Stadt Freital                                                                               | |
| weitere Bilder | Zur Lessingschule (Karte)            | Gotthold-Ephraim-Lessing-Grund- und -Oberschule                                                                     | Früher hieß die Straße nur „Schulstraße“. |
|                | Zur Schicht (Karte)                  | | |